# Lot 34 (Île-du-Prince-Édouard)
Lot 34 est un canton dans le comté de Queens, Île-du-Prince-Édouard, Canada. Il fait partie de la Paroisse Charlotte.

## Population
- 2 344 (recensement de 2001)[1]
- 2 355 (recensement de 2006)[1]
- 2 577 (recensement de 2011)[2]

## Communautés
Incorporé :
- Charlottetown
- Pleasant Grove
- York

Non-incorporé :
- Covehead
- Covehead Road
- Stanhope